# Tucherpark

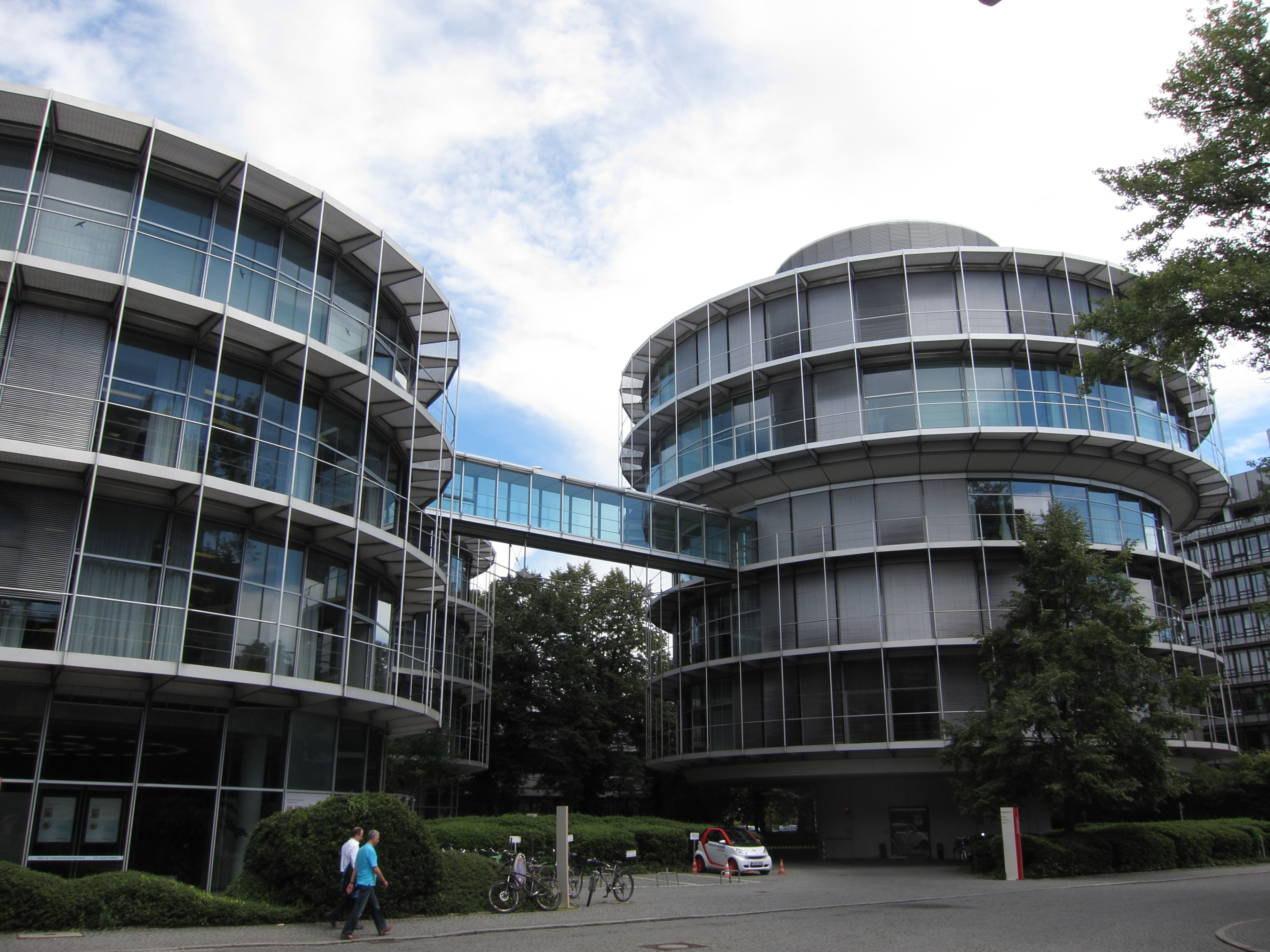
Verwaltungsbau der HypoVereinsbank

Der Tucherpark ist ein Stadtviertel von München. Es wurde Ende der 1960er Jahre auf Initiative der Bayerischen Vereinsbank errichtet. Die einheitlich geplante Bürosiedlung wurde als Ensemble (E-1-62-000-80) in die Bayerische Denkmalliste eingetragen sowie das ehemalige Bürogebäude Am Tucherpark 4 (D-1-62-000-7920) und das Gebäude Am Tucherpark 12 (D-1-62-000-8508), welches als Technisches Zentrum der Bayerischen Vereinsbank errichtet wurde, als Baudenkmal.

## Lage
Der Tucherpark liegt in Schwabing-Freimann nördlich des Lehel und wird von der Straße Am Tucherpark im Süden und dem Isarring im Norden begrenzt. Die östliche Grenze ist die Isar, im Westen wird der Tucherpark vom Englischen Garten begrenzt. Zwischen dem Tucherpark und dem Lehel liegt noch das kleine Quartier Tivoli.

## Geschichte
Der Tucherpark war ursprünglich das Gelände der Tivoli-Kunstmühle, die 1969 stillgelegt und abgerissen wurde. Die Bayerische Vereinsbank, die einen neuen Ort für ihre stark gewachsene Verwaltung suchte, startete das Projekt Tucherpark und begann noch 1969 mit dem Bau der Verwaltungsgebäude. Das Konzept des Projektes wie auch die Gebäude beruhen auf Plänen von Sep Ruf. Lediglich zwei spätere Gebäude wurden von anderen Architekten entworfen.
Benannt ist der Park nach Hans Christoph Freiherr von Tucher, der von 1958 bis 1968 Vorstandssprecher der Bank war.
Ende 2019 verkaufte die Unicredit Bank als Rechtsnachfolger der Bayerischen Vereinsbank das Tucherpark-Areal an die Commerzbank-Tochtergesellschaft Commerz Real und den Projektentwickler Hines. Der Gebäudekomplex ist seither Bestandteil des Portfolios des offenen Immobilienfonds Hausinvest. Unter Wahrung des Denkmalschutzes wurden neben Umbauten und Modernisierungen auch Nachverdichtungsmaßnahmen geplant. Allerdings beurteilte Stadtbaurätin Elisabeth Merk wegen des Denkmalschutzes die vorgesehene Nachverdichtung kritisch.

## Beschreibung
Einen Großteil des Tucherparks nehmen die Verwaltungsgebäude und eine Sportanlage mit Schwimmhalle der Bayerischen Vereinsbank (jetzt Unicredit Bank) ein. Im Süden liegt in einem Knick der Straße am Tucherpark das Hilton Munich Park Hotel an der Stelle, wo ursprünglich die Mühle stand.
Der Eisbach durchfließt den Tucherpark auf seiner gesamten Länge. Zwischen Eisbach und Ifflandstraße gibt es im Norden noch einen schmalen öffentlichen Grünstreifen, der im Sommer gerne als Badestrand und Liegewiese genutzt wird.

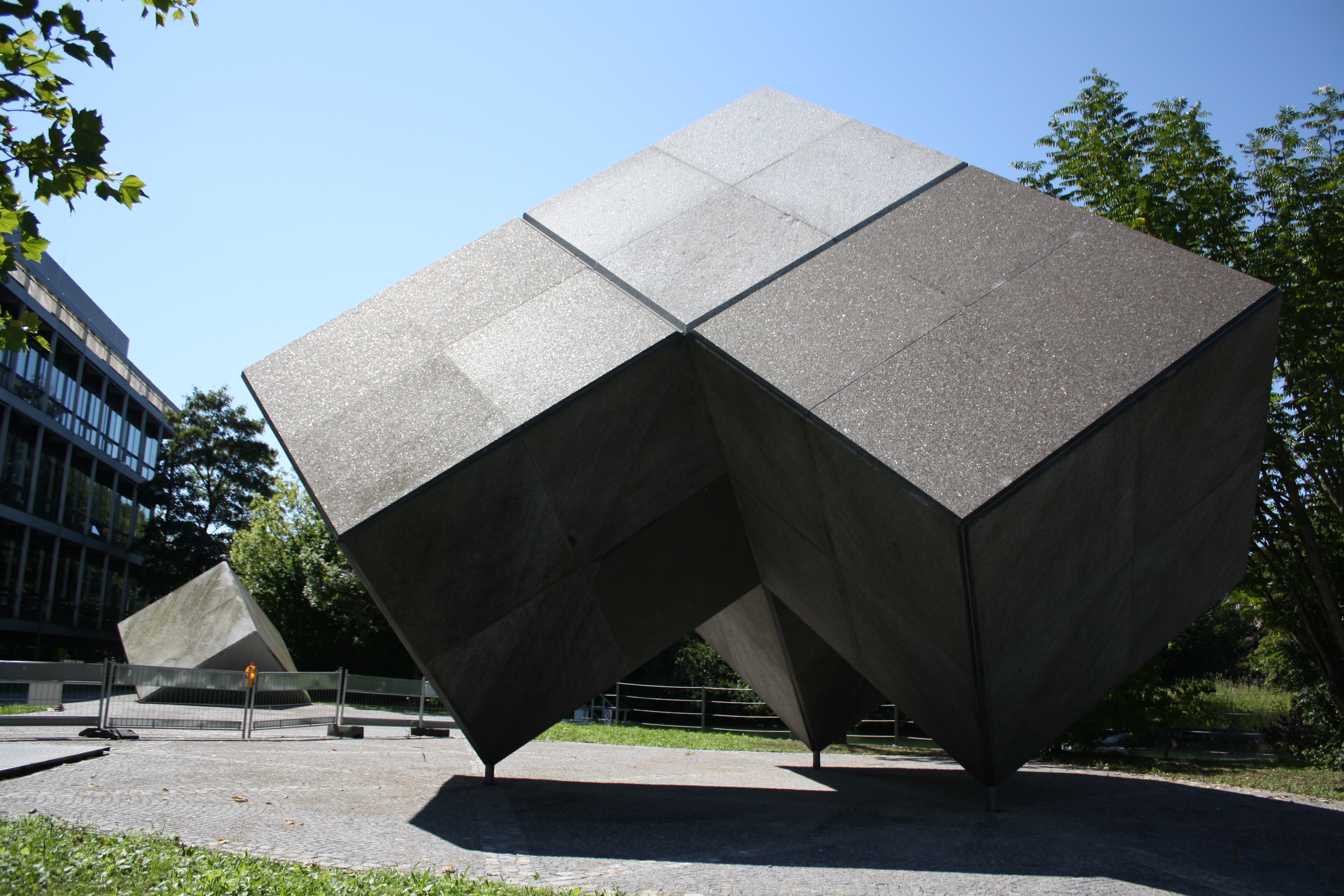
Zwillingsplastik 1972 von Isamu Noguchi

In dem aus den Grünflächen zwischen den Bürogebäuden bestehenden Skulpturengarten Tucherpark sind Skulpturen und Plastiken zeitgenössischer Künstler aufgestellt.

## Verkehr
Der Tucherpark liegt verkehrsgünstig am Mittleren Ring. Die vierspurige Zubringerstraße Ifflandstraße verfügt über eine eigene Ausfahrt für den Tucherpark. Im Süden führen die Hirschauer Straße und ihre Verlängerung, die Oettingenstraße, ins Lehel. Die Tivolistraße, die am Ende der Hirschauer Straße kreuzt, führt über die Max-Joseph-Brücke in den auf der anderen Seite der Isar gelegenen Stadtteil Bogenhausen.
Vor dem Parkhotel Hilton befinden sich ein Taxistand und die Bushaltestelle Tucherpark. Die nächste Tram-Haltestelle ist Tivolistraße.